# El que debe morir
El que debe morir (en francés: Celui qui doit mourir, en italiano: Colui che deve morire), es una película francesa de 1957 dirigida por Jules Dassin. Está basada en la novela Cristo de nuevo crucificado del escritor griego Nikos Kazantzakis. Se estrenó en el 1957 Festival de Cine de Cannes.

## Argumento
En los años 20, estando Grecia bajo la ocupación turca, los habitantes de un pequeño pueblo se preparan para la representación anual de La Pasión. La llegada de unos refugiados, provenientes de una aldea saqueada por los turcos, altera la armonía de la villa, pues los aldeanos, convencidos de que si se muestran amables con esos refugiados perderán el favor de los invasores, deciden expulsarlos y no ayudarlos. Manolios, un pastor al cual le ha sido dado el papel de Jesucristo en la representación teatral, tratará de convencer a la gente del poblado para tener piedad de los refugiados.

## Reparto
- Jean Servais - Photis
- Carl Möhner - Agha
- Grégoire Aslan - Lukas
- Gert Fröbe - Patriarcheas
- Teddy Bilis - Hadji Nikolis
- René Lefèvre - Yannakos
- Lucien Raimbourg - Kostandis
- Melina Mercouri - Katerina
- Roger Hanin - Pannayotaros
- Pierre Vaneck - Manolios
- Dimos Starenios - Ladas
- Nicole Berger - Mariori
- Maurice Ronet - Michelis
- Fernand Ledoux - Grigoris